# آرتین خینداوغلو
آرتین خینداوغلو (انگلیسی: Artin Hindoğlu) فرهنگ‌نویس، مترجم و استاد دانشگاه سده ۱۹ میلادی ارمنی‌تبار و نویسنده نخستین فرهنگ لغت نوین فرانسوی به ترکی بود.

## زندگی‌نامه
وی در در استانبول به دنیا آمد خانواده وی اصالتاً اهل کوتاهیه بودند. از فارغ‌التحصیل شد.  وی سپس به عنوان مترجم امپراتور امپراتوری اتریش منصوب گشت. در سال ۱۸۳۰ وی یک فرهنگ لغت آلمانی به ارمنی نگاشت.